# Job Control Language
Job Control Language, também conhecido pelo acrônimo JCL, é uma linguagem interpretada usada em mainframes da IBM para instruir o sistema operacional z/OS a executar um trabalho desejado. Ela informa onde achar a entrada adequada, como processá-la com o uso de um ou mais programas, e o que fazer com a saída resultante.